# São Salvador (Travanca)

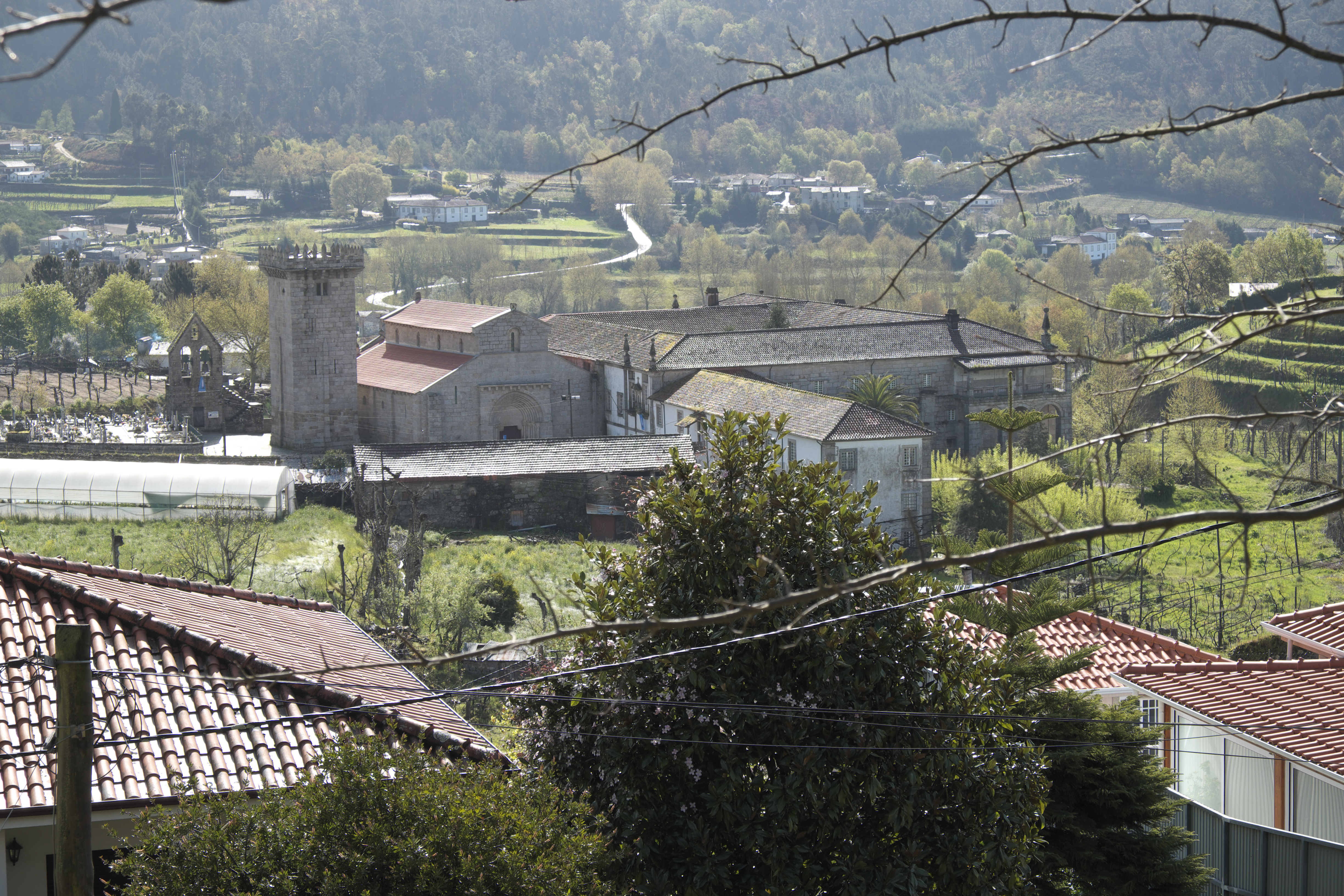
Kloster São Salvador

Die katholische Pfarrkirche São Salvador in Travanca, einer Gemeinde im Kreis Amarante im Distrikt Porto in Nordportugal, war ursprünglich die Klosterkirche eines Benediktinerklosters, das in der Mitte des 11. Jahrhunderts gegründet wurde. Die Kirche stammt aus dem 13. Jahrhundert und gehört zu den bedeutendsten romanischen Kirchen Portugals. 1916 wurde das Salvator-Kloster als Monumento Nacional eingestuft.

## Kirche

### Innenraum

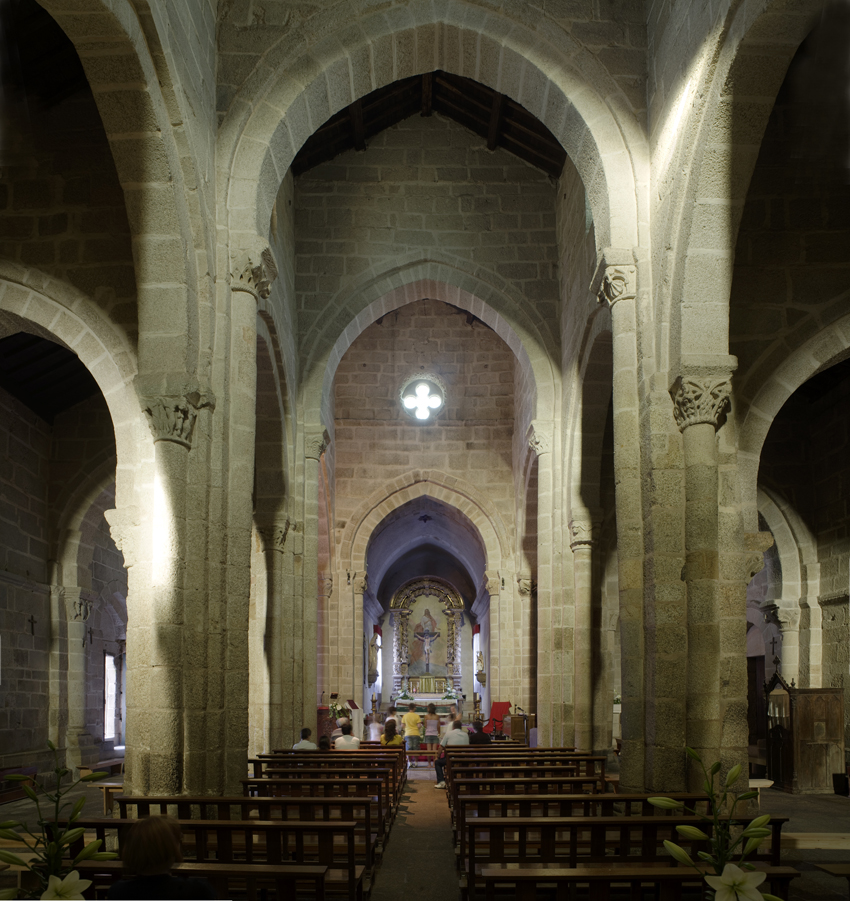
Innenraum

Die Kirche, eine dreischiffige Basilika, ist weitgehend in ihrer romanischen Struktur erhalten, nur die Hauptapsis wurde im 17. Jahrhundert vergrößert. Das Langhaus ist in vier Joche gegliedert und mündet im Osten in drei Apsiden. Haupt- und Seitenschiffe besitzen Holzdecken, die Hauptapsis wird von einer Spitztonne, die Nebenapsiden von Kalotten gedeckt. Die Spitzbogenarkaden ruhen auf quadratischen Pfeilern, denen Halbsäulen mit figürlichen und ornamentalen Kapitellen vorgelagert sind. Ein Kapitell stellt Daniel in der Löwengrube dar. Über dem ebenfalls spitzbogigen Chorbogen öffnet sich ein Vierpassfenster.

### Außenbau
Die aus romanischer Zeit stammenden seitlichen Apsiden weisen einen halbkreisförmigen Grundriss auf, die Hauptapsis ist rechtwinklig. Die Seitenapsiden werden außen von Dreiviertelsäulen mit skulptierten Kapitellen gegliedert, auf halber Höhe verläuft ein Schachbrettfries. Wie am Hauptschiff und an den Seitenschiffen sind unter dem Dachansatz Kragsteine angebracht, die teilweise noch ihren skulptierten Dekor aufweisen. 

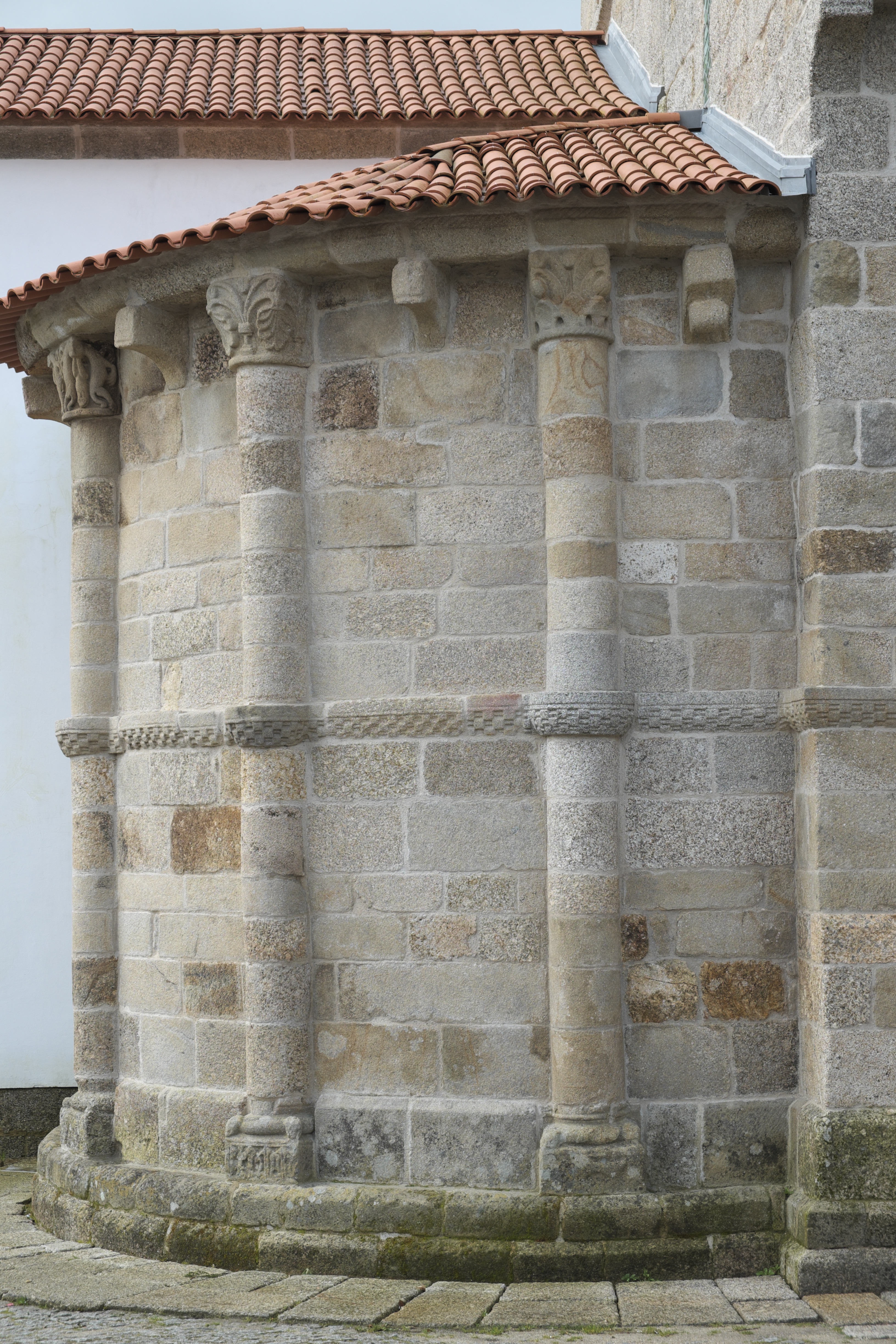
Nördliche Seitenapsis
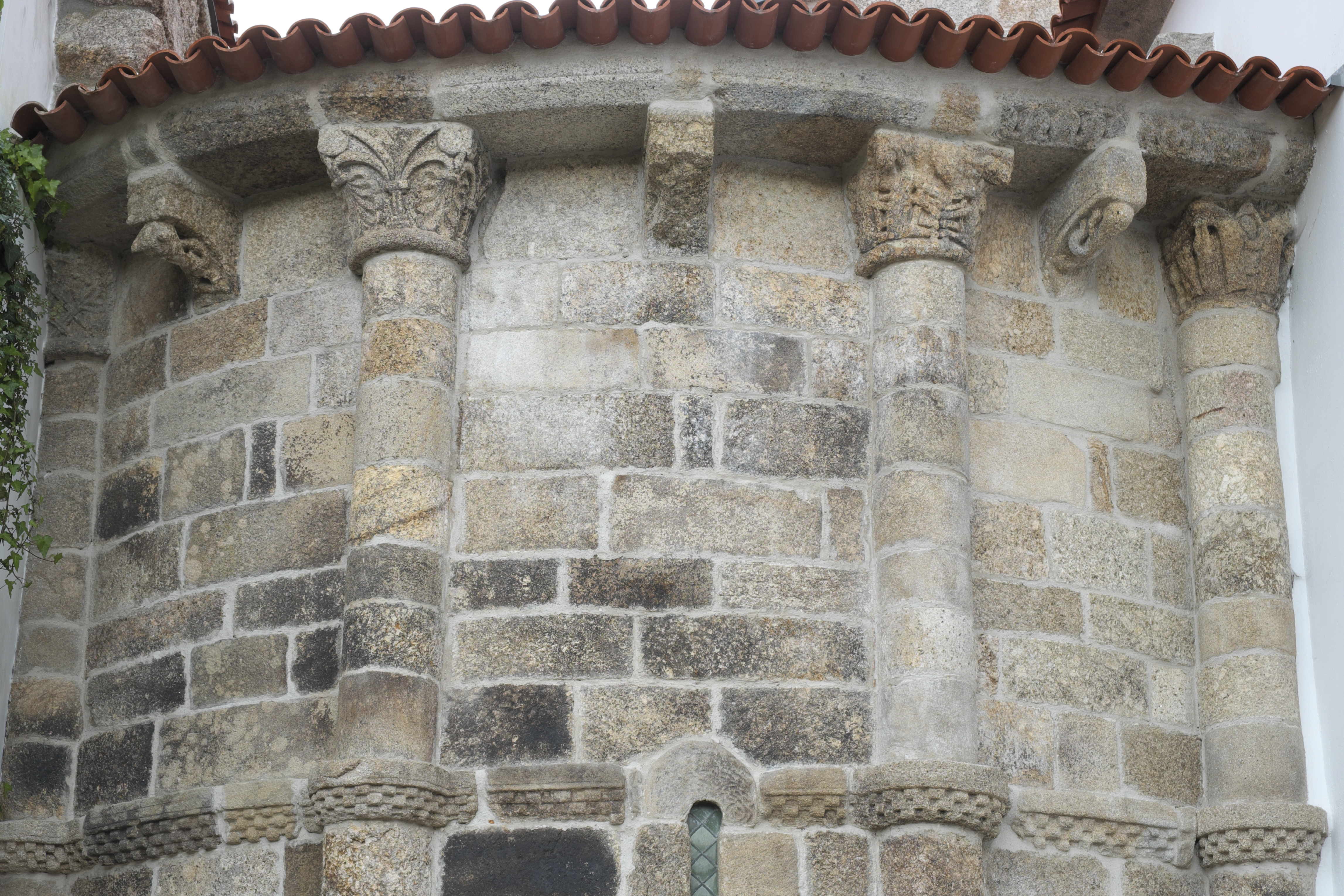
Südliche Seitenapsis
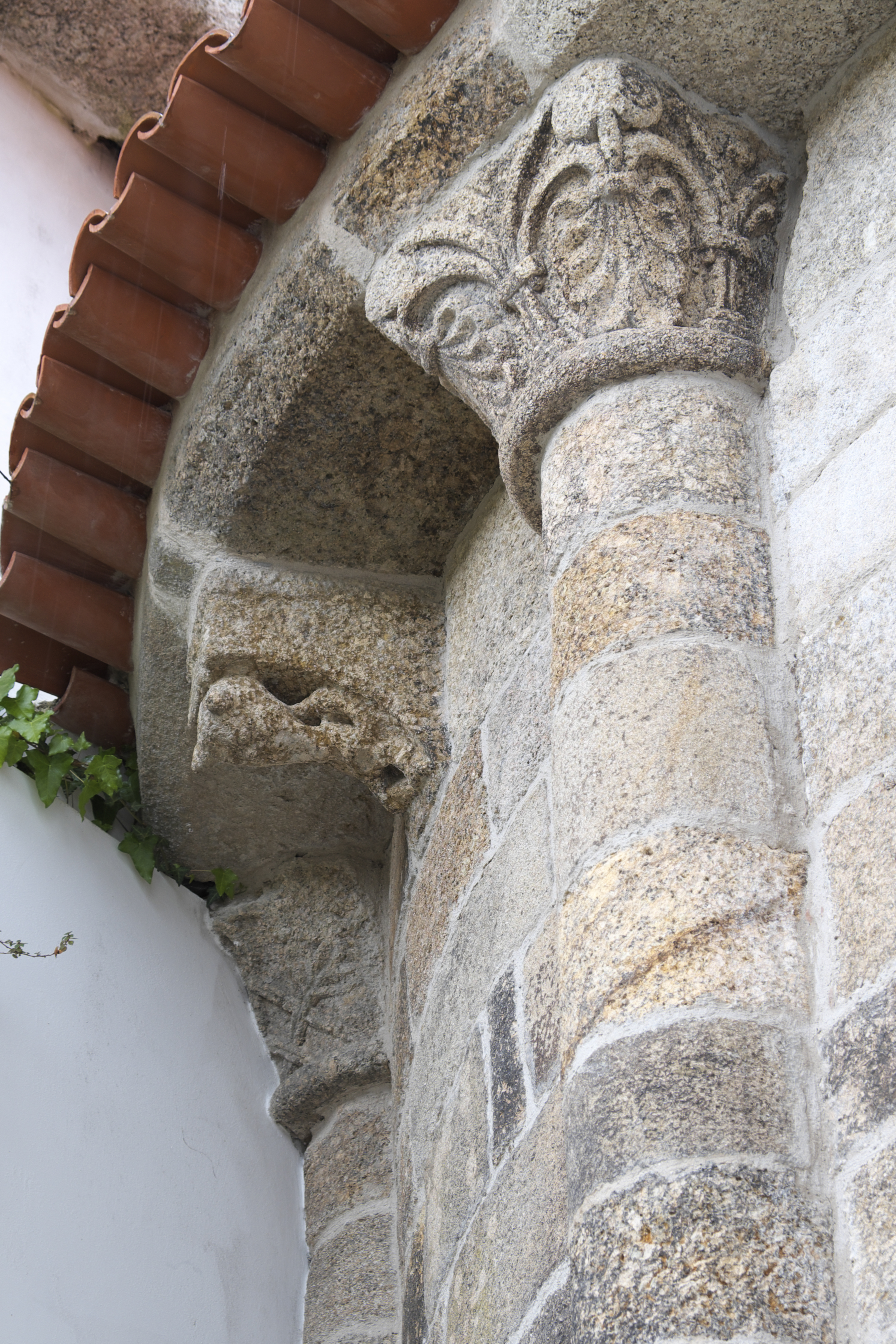
Kragstein und Kapitell
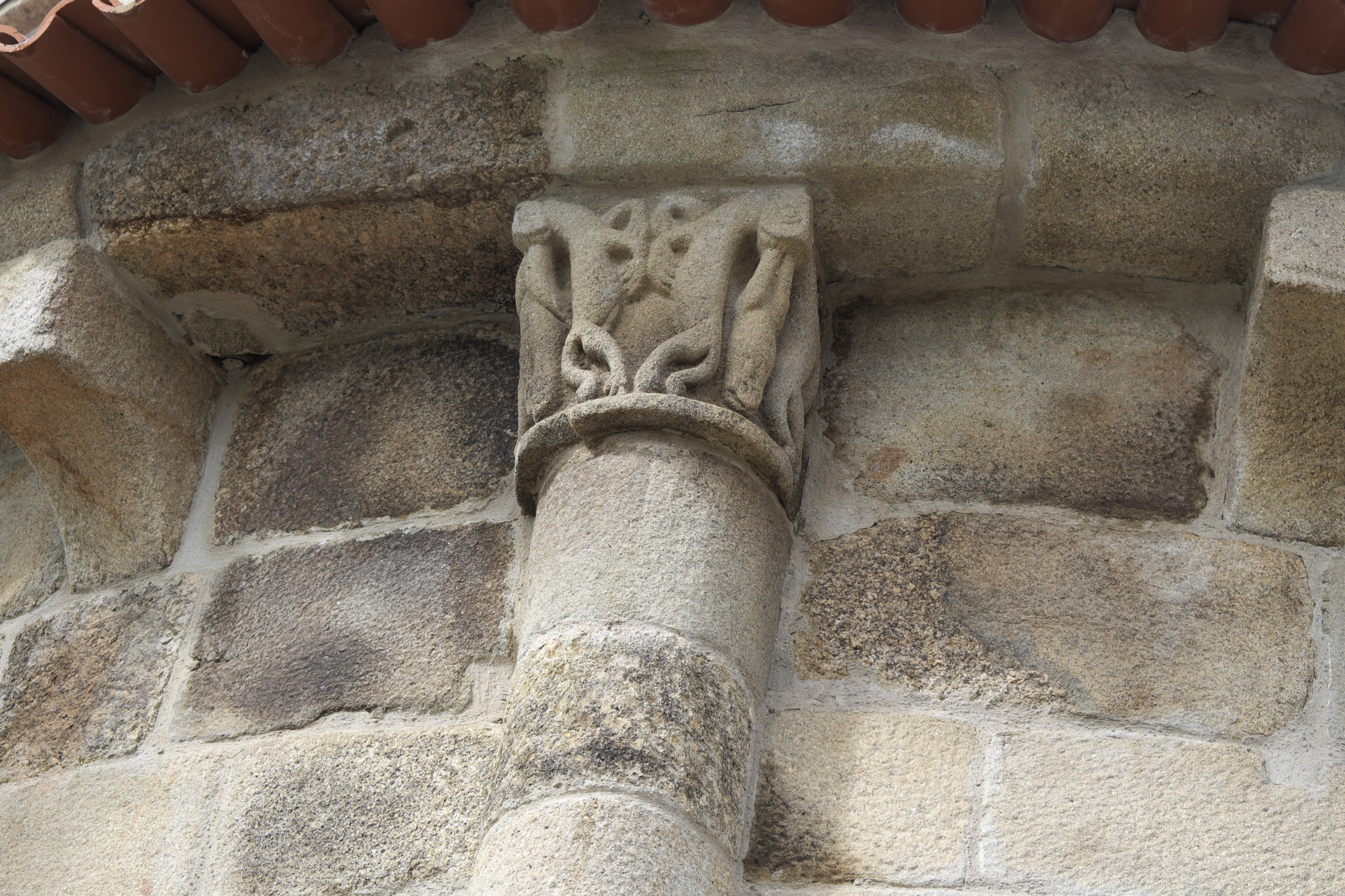
Kapitell

### Westportal

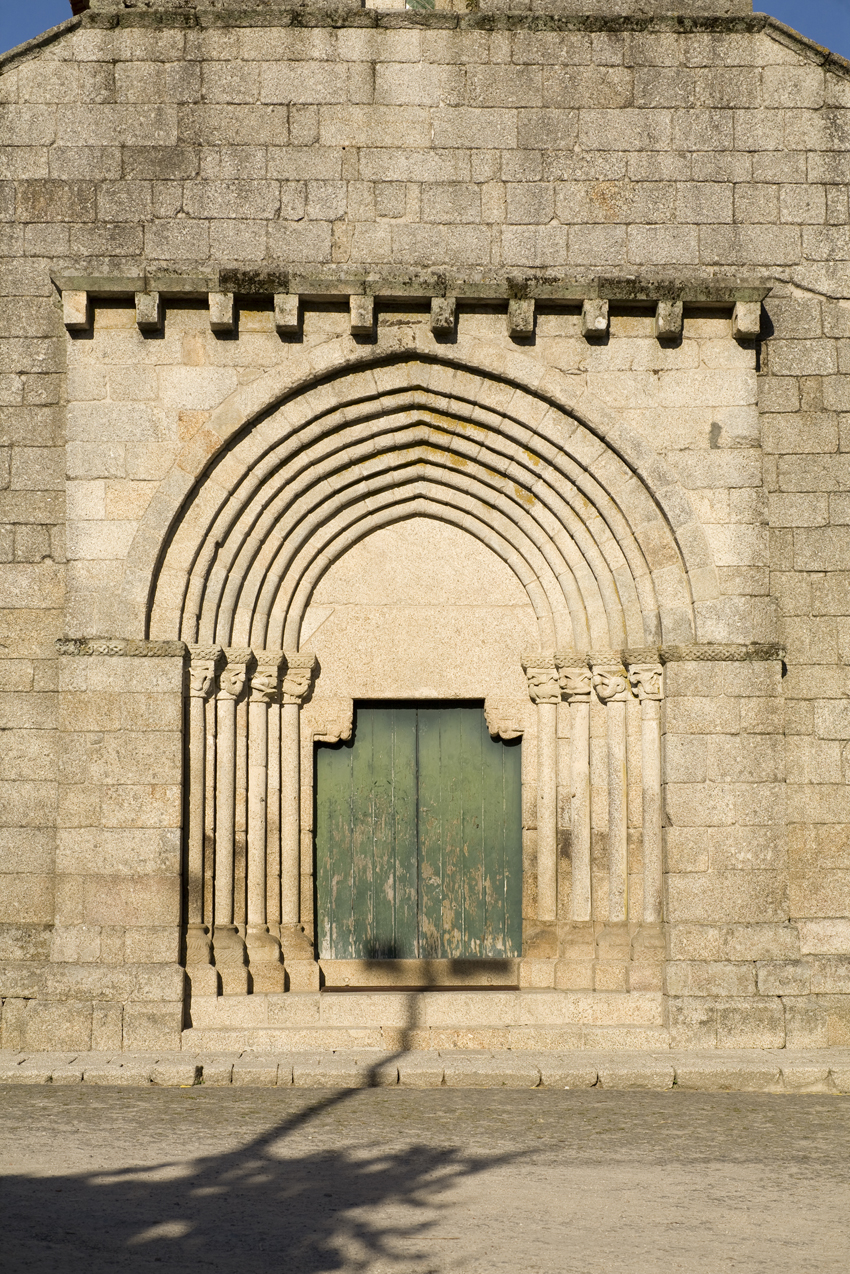
Westportal

Das West- oder Hauptportal ist unter einem schmalen, auf schmucklosen Kragsteinen aufliegenden Vordach in die Westfassade eingeschnitten. Es wird von Archivolten mit schlichten Rundstäben überfangen. Die eingestellten Säulen besitzen Kapitelle, auf denen Vögel mit ineinander verschlungenen Hälsen und ein Mensch dargestellt sind, die Kämpfer sind mit Flechtband verziert.

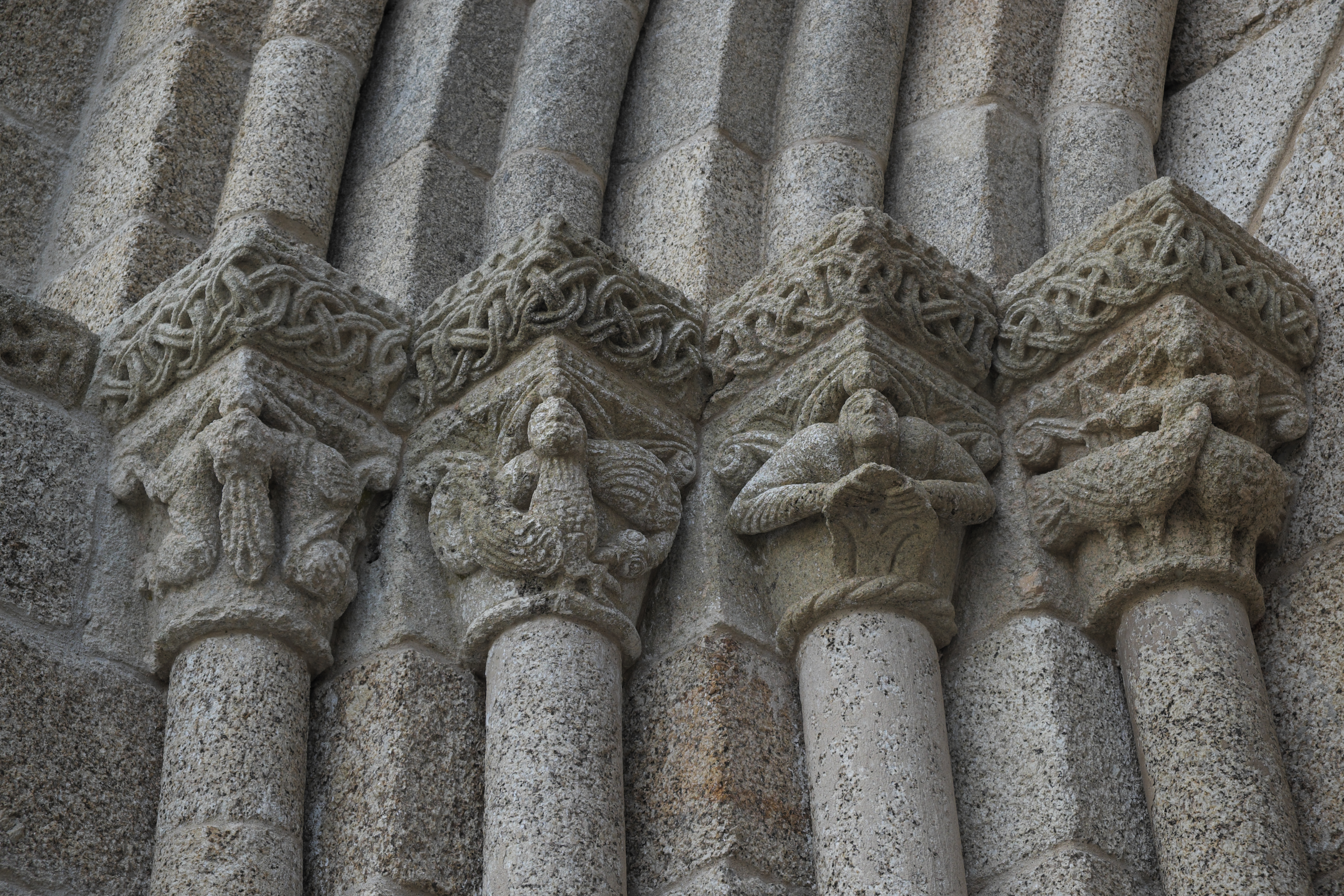
Kapitelle
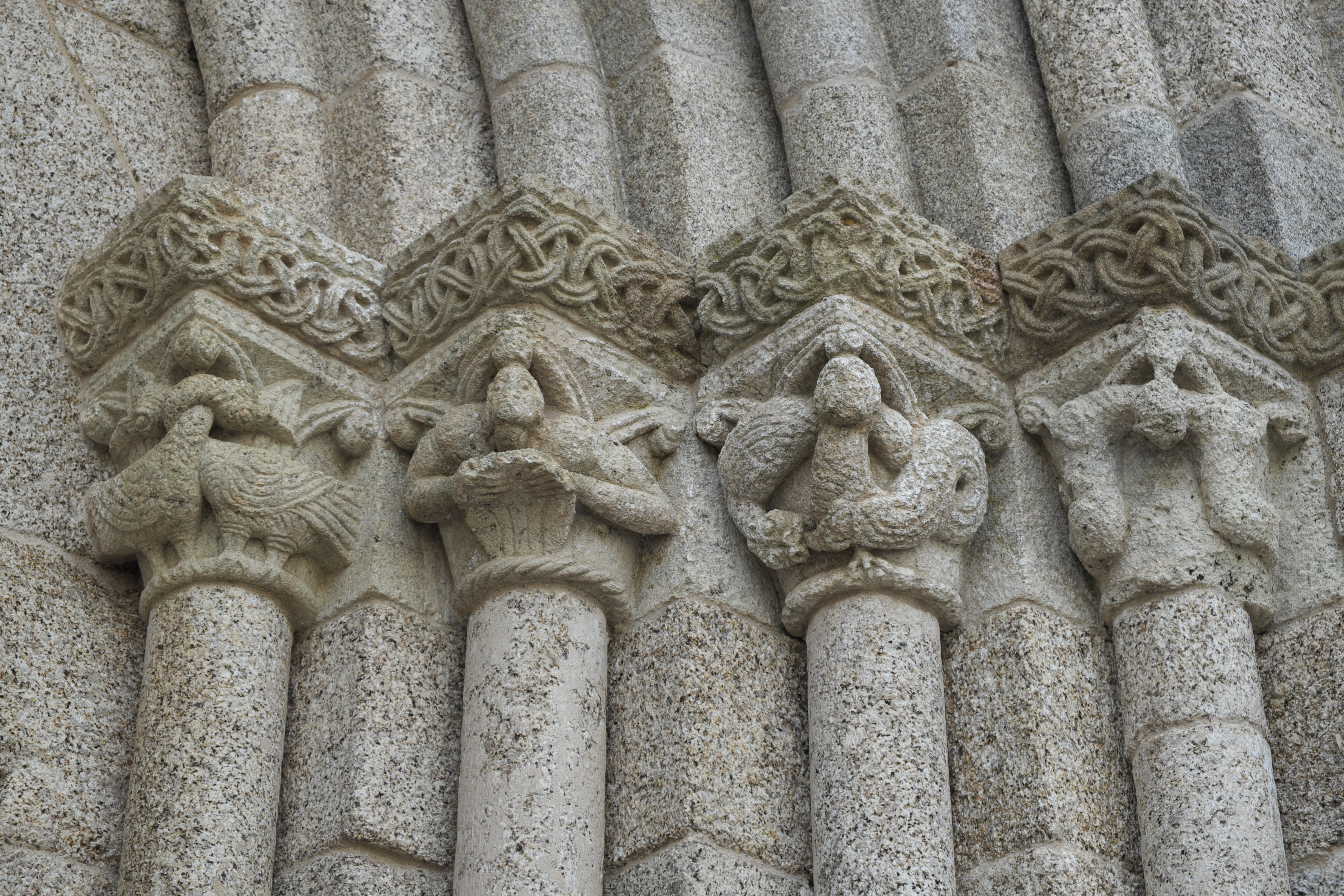
Kapitelle
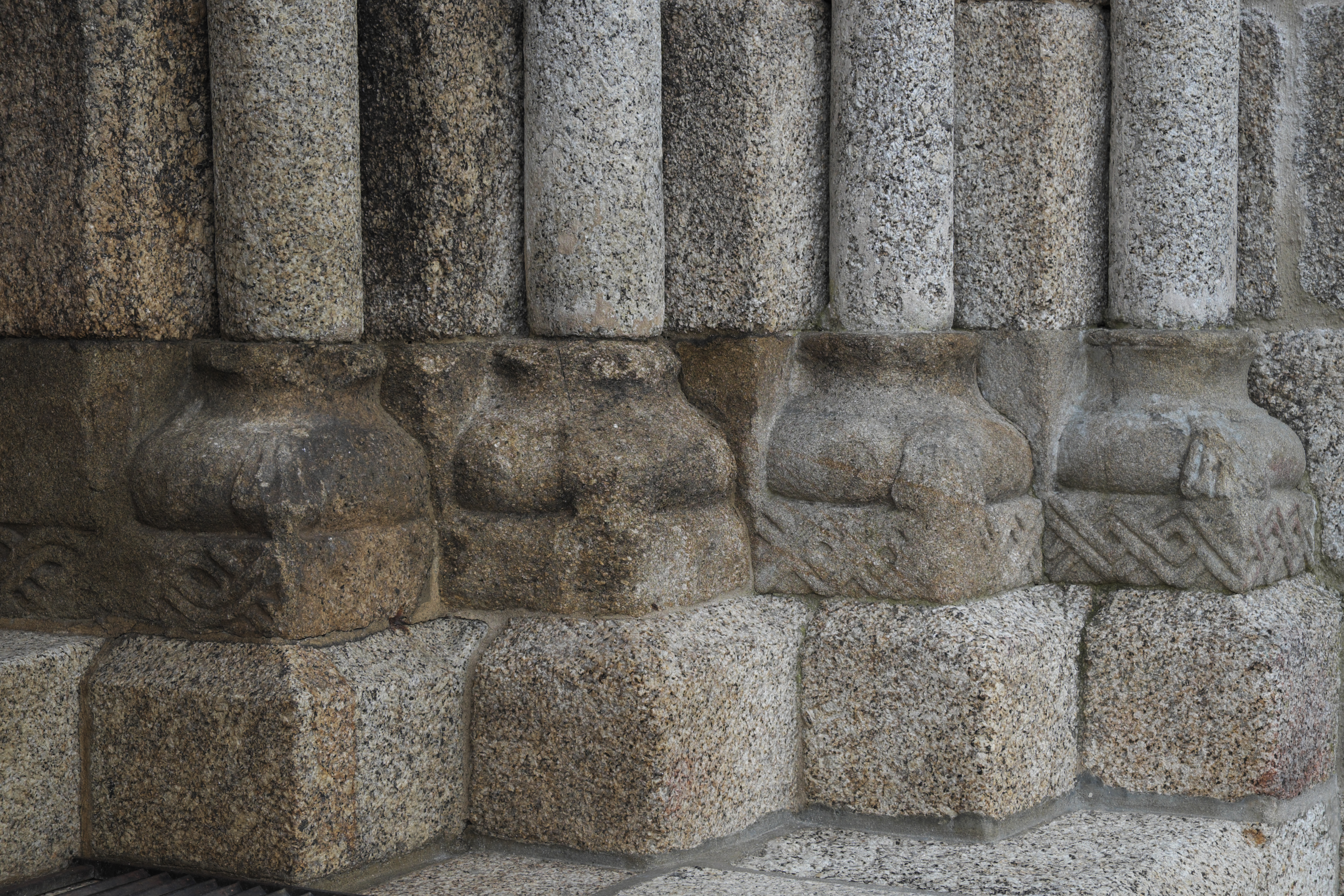
Säulenbasen

### Nordportal

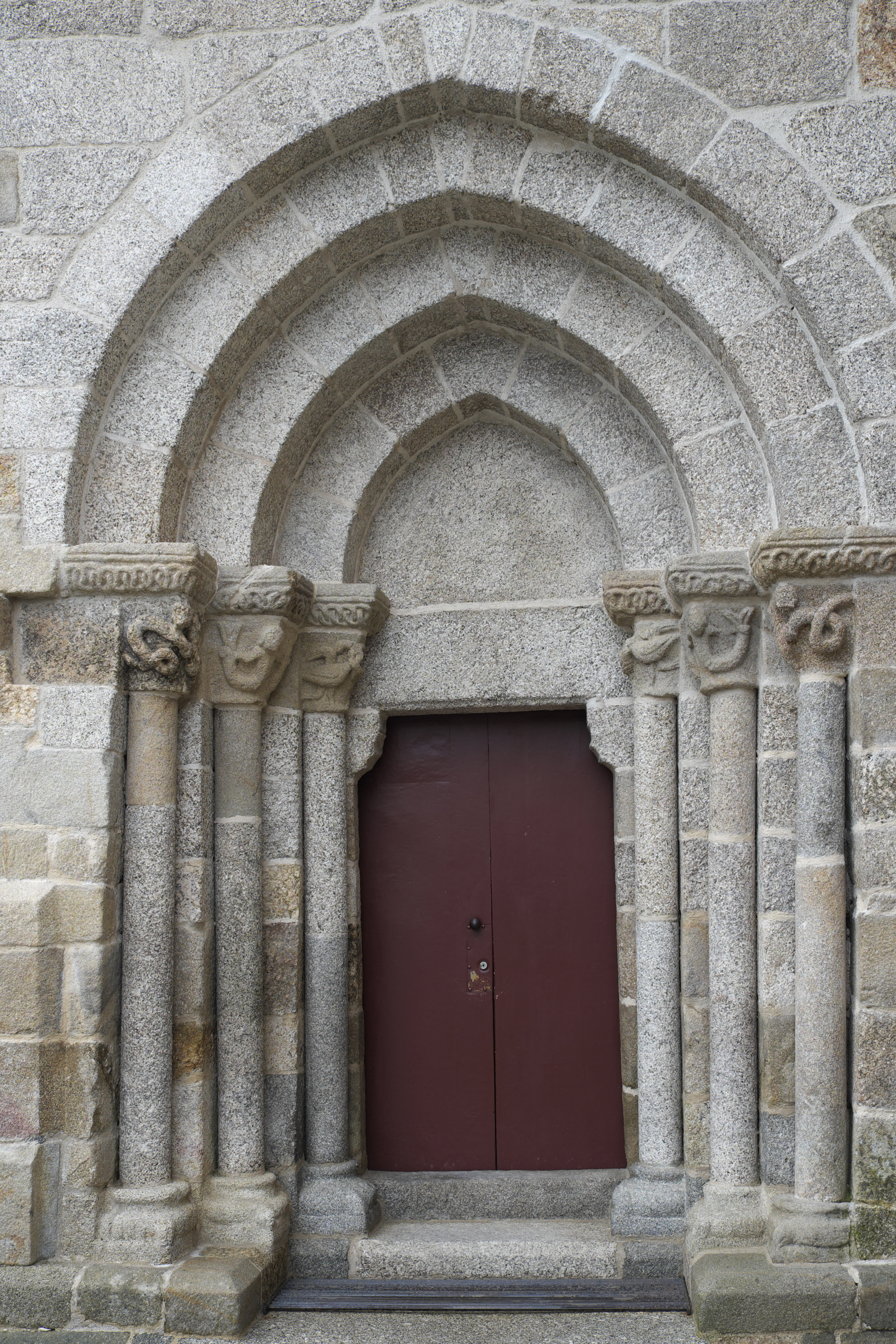
Nordportal

Durch das Nordportal war die Kirche für die Öffentlichkeit zugänglich. Die Kapitelle sind ähnlich wie am Hauptportal mit Darstellungen von Vögeln mit ineinander verschlungenen Hälsen, Sirenen und Schlangen verziert.

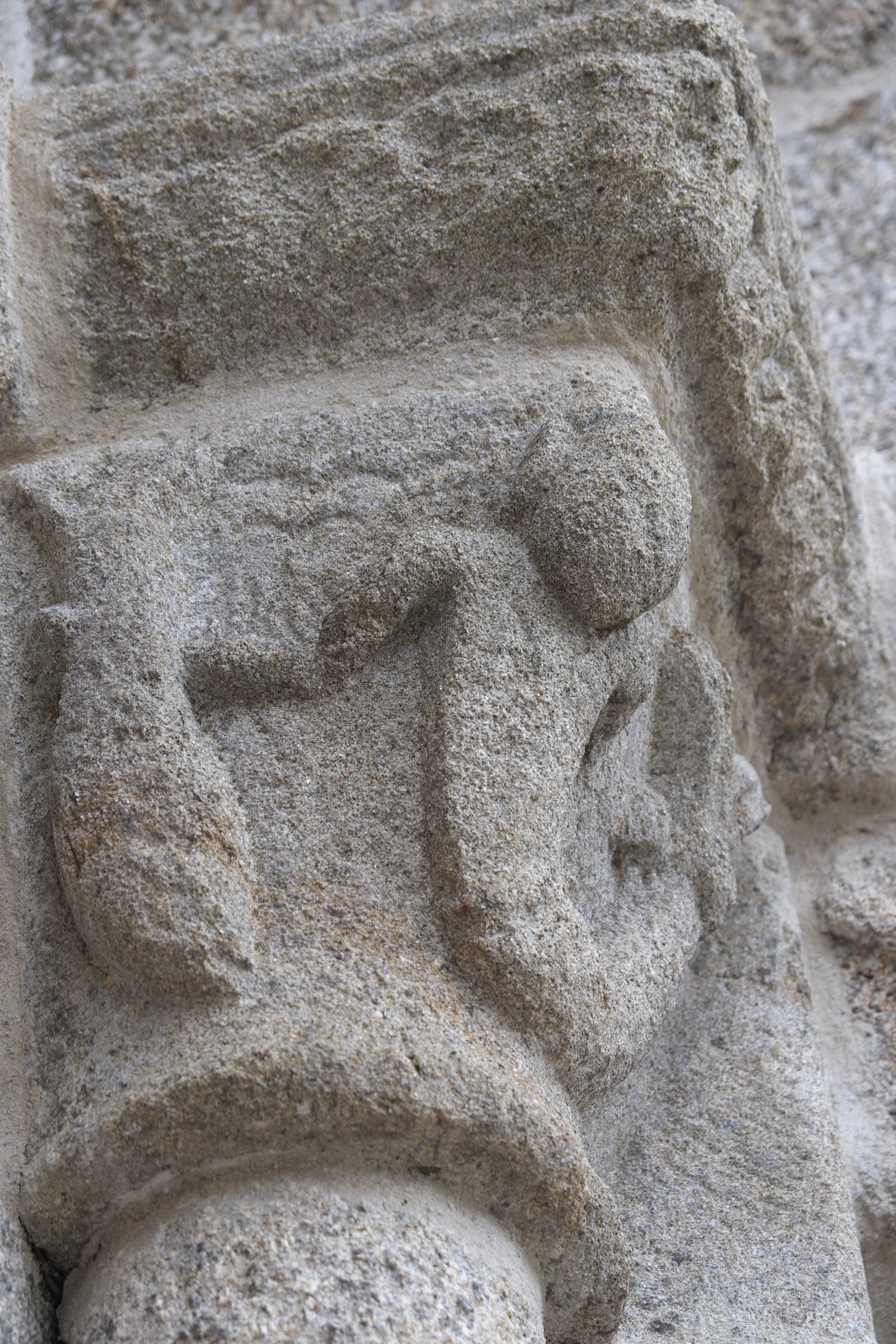
Kapitell, Sirene mit Fisch
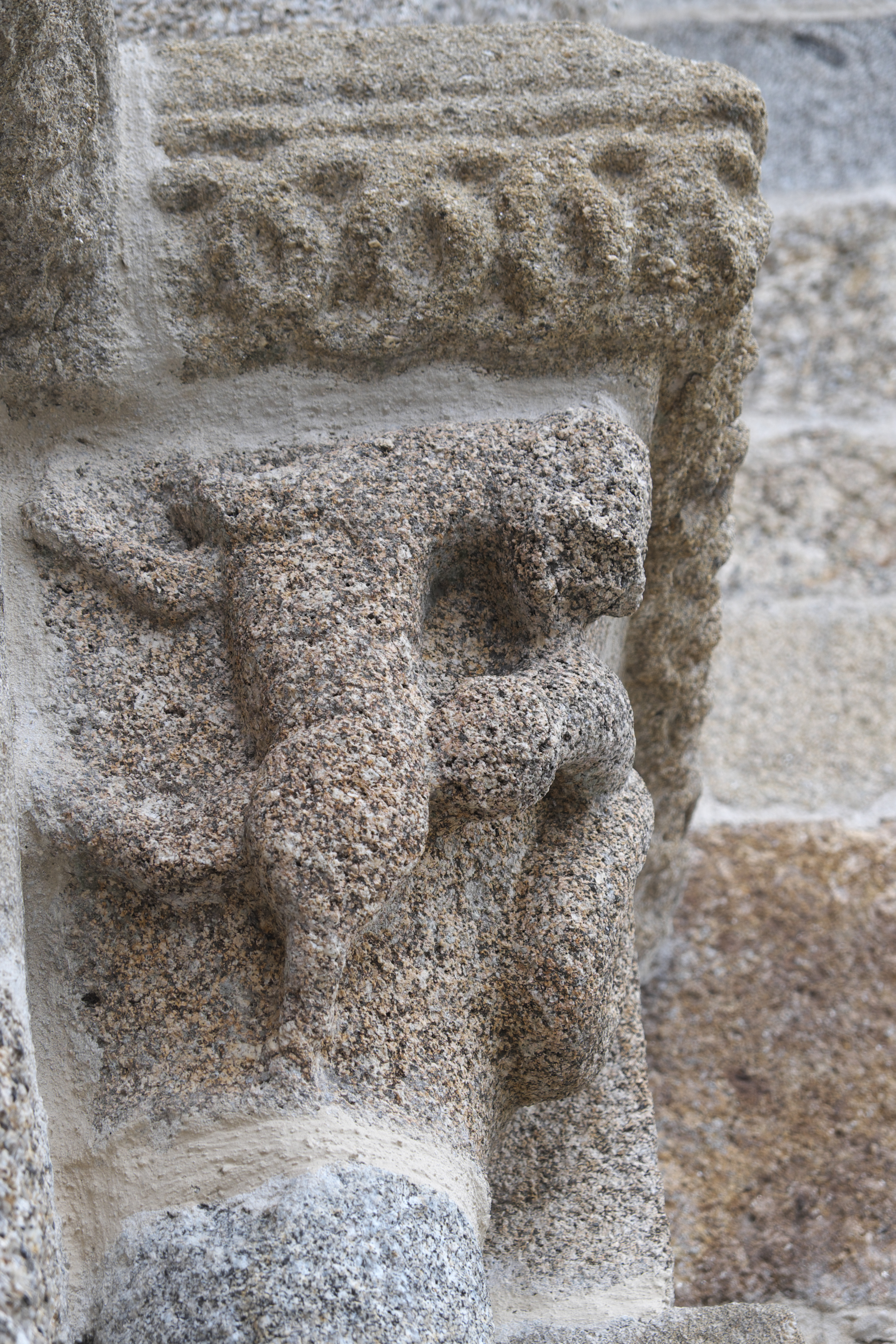
Kapitell
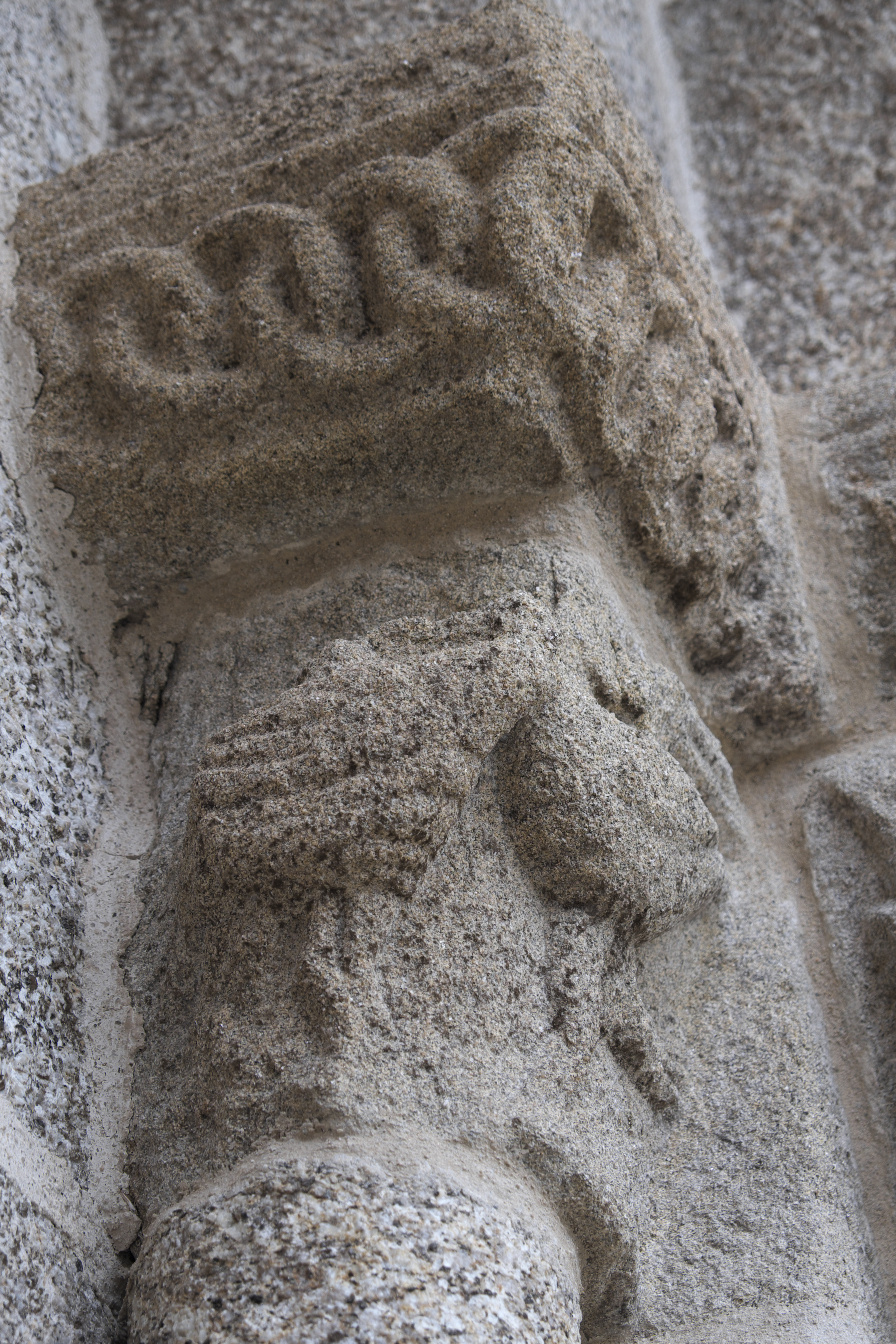
Kapitell, Vögel

## Turm

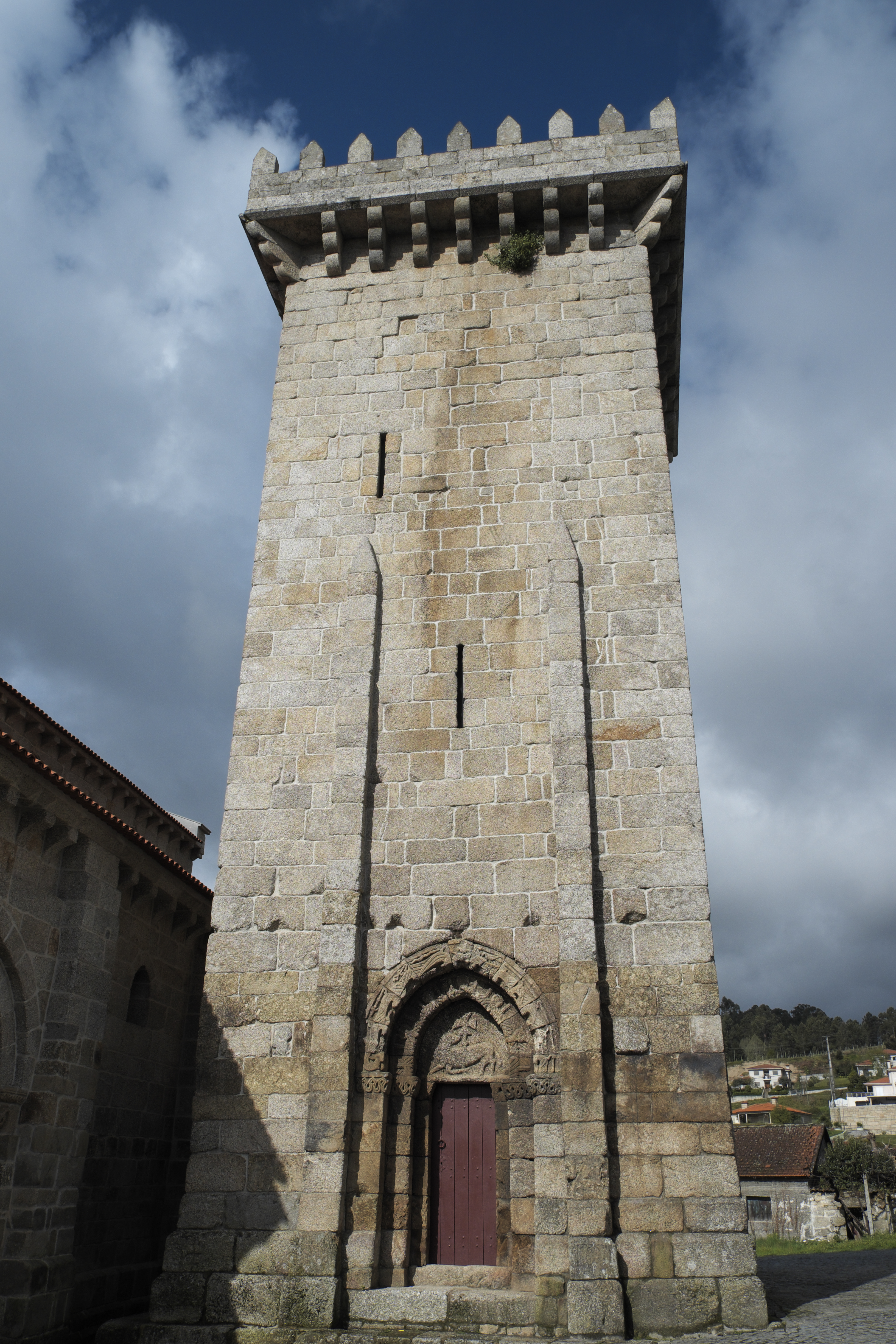
Turm

Im 14. Jahrhundert wurde der von einem Zinnenkranz bekrönte Wehrturm, der auch als Glockenturm diente, errichtet. Er erhebt sich über quadratischem Grundriss und wird von flachen Strebepfeilern verstärkt, die auf etwa dreiviertel der Höhe enden. Im mittleren Bereich ist der Turm von schmalen Schießscharten durchbrochen, an der Westseite öffnet sich unter dem Zinnenkranz ein Zwillingsfenster. Der bereits von der Gotik geprägte Turm ist durch ein Portal an seiner Ostseite zugänglich, das im Stil der Romanik gestaltet ist. Es wird von spitzbogigen, mit Tierdarstellungen skulptierten Archivolten gerahmt, auf dem Tympanon ist das Lamm Gottes dargestellt. 

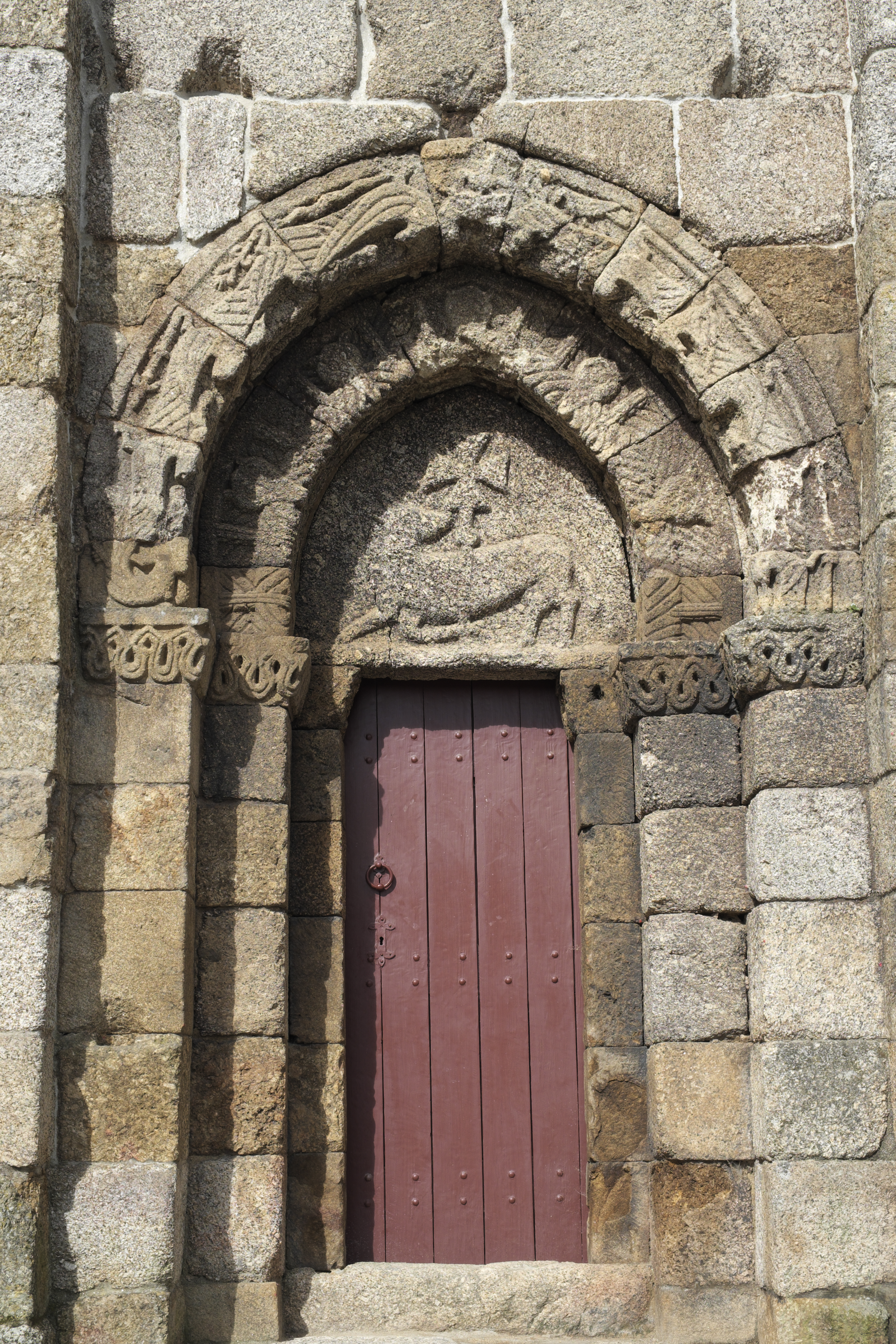
Portal des Turms
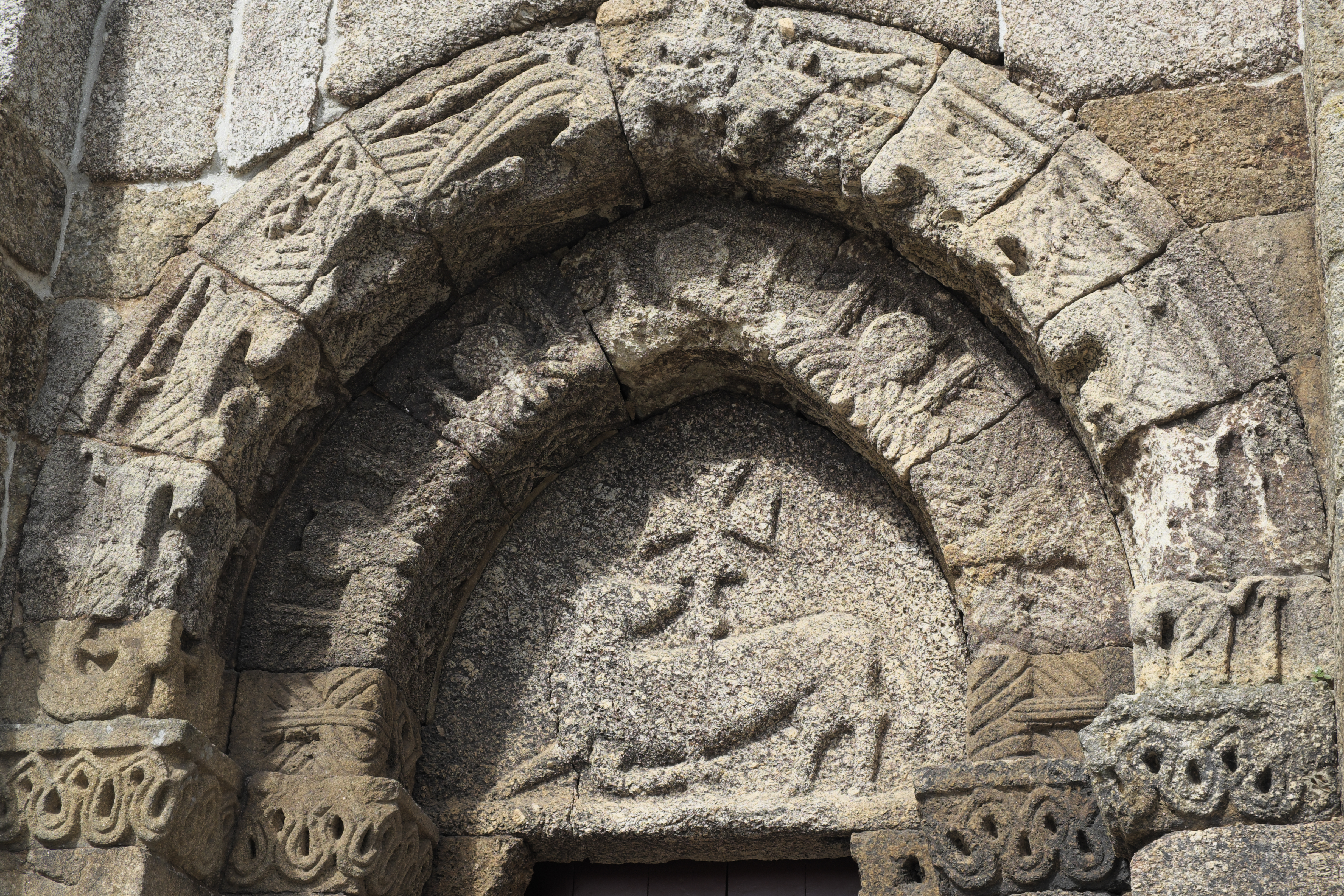
Tympanon mit Lamm Gottes
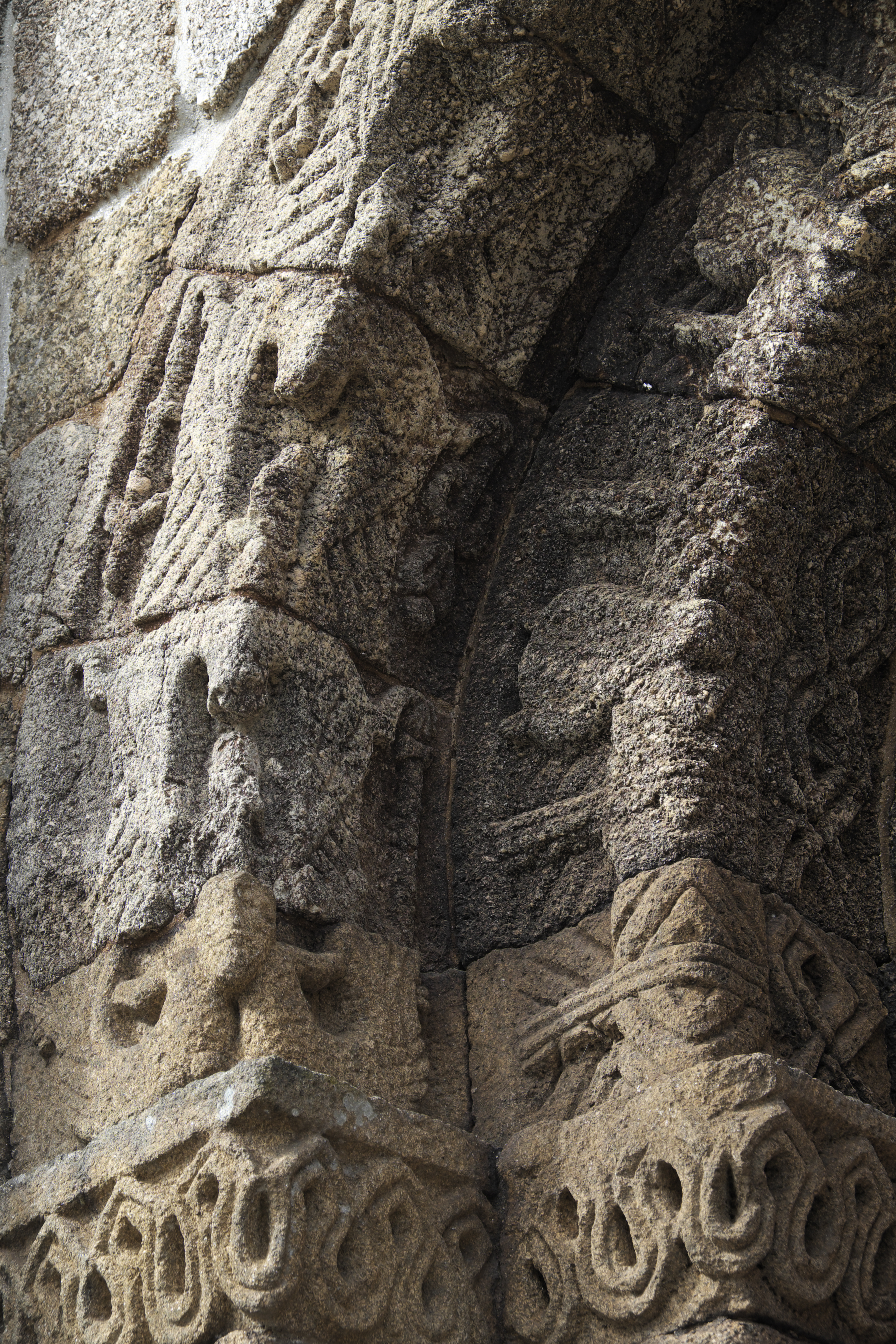
Archivolten

## Klostergebäude

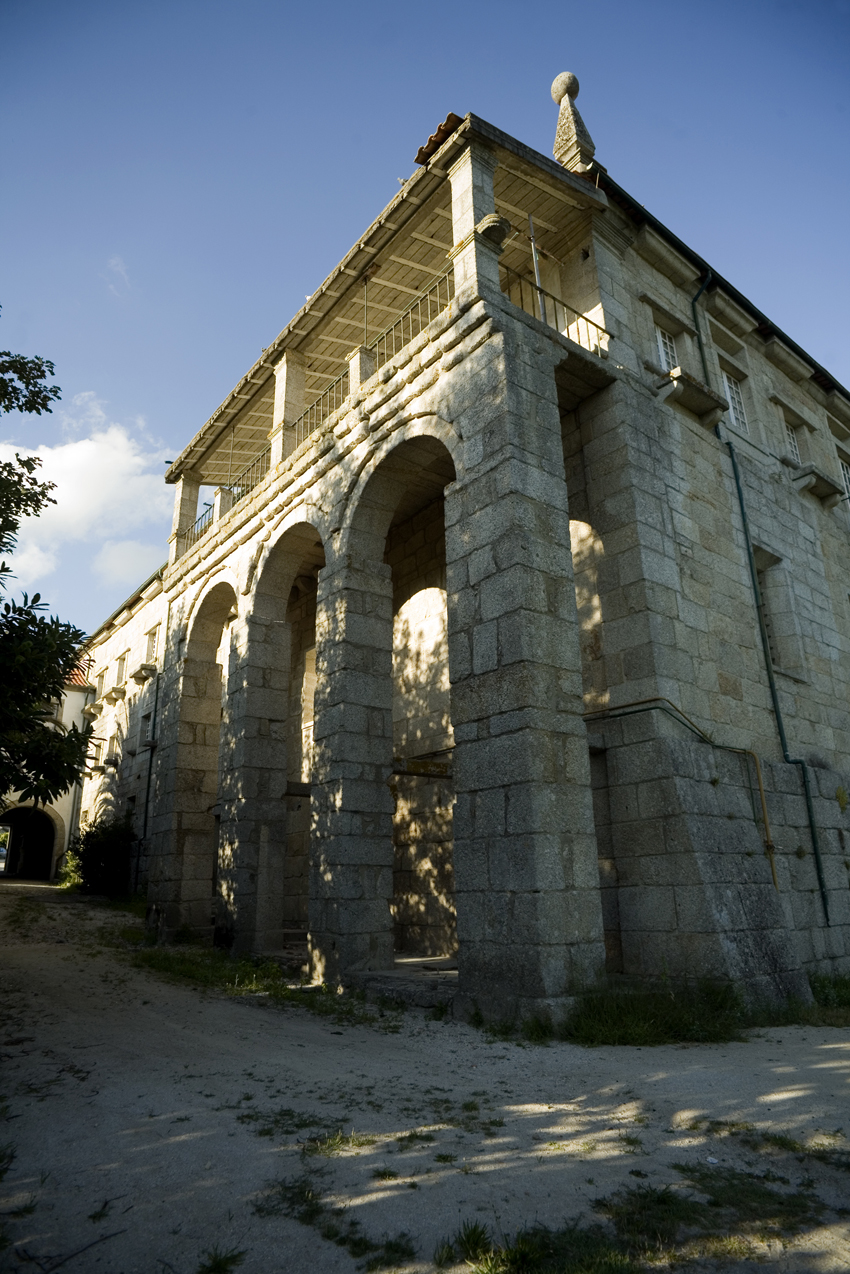
Klostergebäude

1834 wurde das Kloster aufgehoben. Zu Beginn des 20. Jahrhunderts wurden die Gebäude restauriert und 1994 ein psychiatrisches Krankenhaus eingerichtet. Derzeit sind die Gebäude ungenutzt.